# شنیانگ دابلیواس-۱۰
شنیانگ دابلیواس-۱۰ (به انگلیسی: Shenyang WS-10) یک موتور توربوفن بومی است که توسط شرکت هواگرد شنیانگ در جمهوری خلق چین توسعه یافته است. تولید انبوه این موتور با مشارکت شرکت صنعت هوانوردی چین در سال ۱۹۸۶ برای جایگزینی موتورهای روسی ساترن ای‌ال-۳۱ آغاز شد و تا سال ۲۰۱۵ میلادی ۳۰۰ واحد تحویل نیروی هوایی چین شد.